# Deilelater atlanticus
Deilelater atlanticus là một loài bọ cánh cứng trong họ Elateridae. Loài này được Hyslop miêu tả khoa học năm 1918.